# Neslişah Sultan
Neslişah Sultan, född 4 februari 1921 i Istanbul, död där 2 april 2012, var en osmansk prinsessa. 
Hon var dotter till prins Şehzade Ömer Faruk och dotterdotter till sultan Mehmet VI. Hon var den sista medlem av den osmanska dynastin som föddes i Turkiet. 
Det osmanska sultanatet avskaffades den 1 november 1922 och det osmanska kalifatet i mars 1924, varefter alla medlemmar av den före detta osmanska dynastin förvisades från den nya republiken Turkiet. Hon emigrerade därefter med sin familj till Nice i Frankrike. De bosatte sig 1938 i Egypten. 
Hon gifte sig 1940 med Muhammad Abdel Moneim, kronprins av Egypten. Äktenskapet ägde rum på hennes fars önskan mot hennes vilja. Paret fick två barn. 
Hennes make var förmyndarregent 1952-1953. Hon fungerade under den tiden som Egyptens första dam och deltog i representation. 1953 avskaffades monarkin och hon och hennes make blev båda arresterade. Hon frigavs sedan Turkiets president hade ingripit till hennes förmån. 
Hon bosatte sig 1963 i Turkiet, där hon avled.